# Schizocladiales
Ordre
Les Schizocladiales sont un ordre d’algues de l’embranchement des Ochrophyta et de la classe des Raphidophyceae.

## Liste des familles
Selon AlgaeBase (15 mars 2022) et World Register of Marine Species (15 mars 2022) :
- Schizocladiaceae E.C.Henry, K.Okuda, & H.Kawai, 2003